# Зеест, Ираида Борисовна
Ираи́да Бори́совна Зе́ест (17 мая 1902, Санкт-Петербург — 30 января 1981, город Жуковский Московской области) — советский археолог, доктор наук, специалист по античной археологии СССР, начальник экспедиций в Киммерике, Феодосии, Гермонассе, создательница советской школы изучения амфор.

## Биография

### Ранние годы
Родилась 17 мая 1902 г. в Санкт-Петербурге в семье немца Бориса Васильевича Зееста и Зинаиды Николаевны Зеест.
Детские годы Ираиды Зеест (1908—1917) прошли во Франции и Швейцарии, где тогда жила в эмиграции её мать, участница революционного движения в России. В 1926 году Зеест окончила отделение изобразительного искусства этнологического факультета МГУ по специальности искусствоведение.

### Научная работа

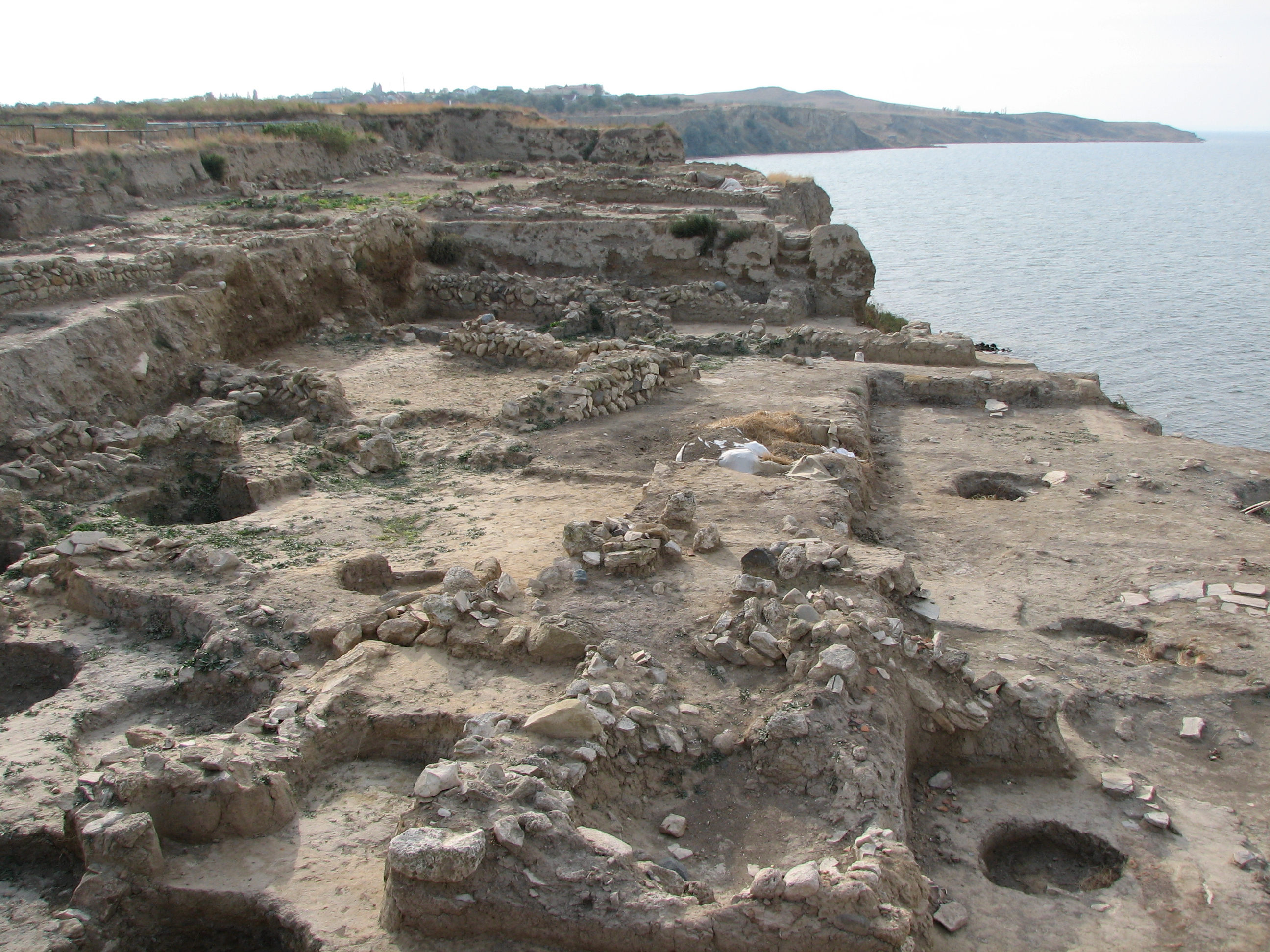
Раскопки городища Гермонасса

С 1931 года Зеест работала в Государственном музее изобразительных искусств, в 1934—1937 годах обучалась в аспирантуре Института философии, литературы и истории (ИФЛИ).
В 1943 году она защитила диссертацию по теме «Творчество Алкамена Младшего V в. до н. э.» с присуждением учёной степени кандидат искусствоведения.
В период 1943—1946 годов окончила докторантуру Института археологии Академии наук СССР. С 1946 по 1968 годы — научный сотрудник Института археологии.
В 1963 году Зеест защитила монографию «Керамическая тара Боспора» (опубликована в 1960 году) в качестве докторской диссертации.
С 1935 года участвовала в раскопках Харакса, Фанагории, Пантикапея, Горгиппии и Семибратнего городища. В период с 1947 по 1971 годы возглавляла экспедиции в Киммерике, Феодосии и Гермонассе. Разработала стратиграфию Гермонассы.
С 1958 по 1960 годы была участницей Албанской экспедиции по раскопкам Аполлонии Иллирийской.
Введенный Зеест в научный оборот массовый керамический материал, создание типологии античных амфор стали источником для изучения центров их производства, а также экономических связей между греческими городами и племенами Придонья, Прикубанья и Синдики.

### Смерть

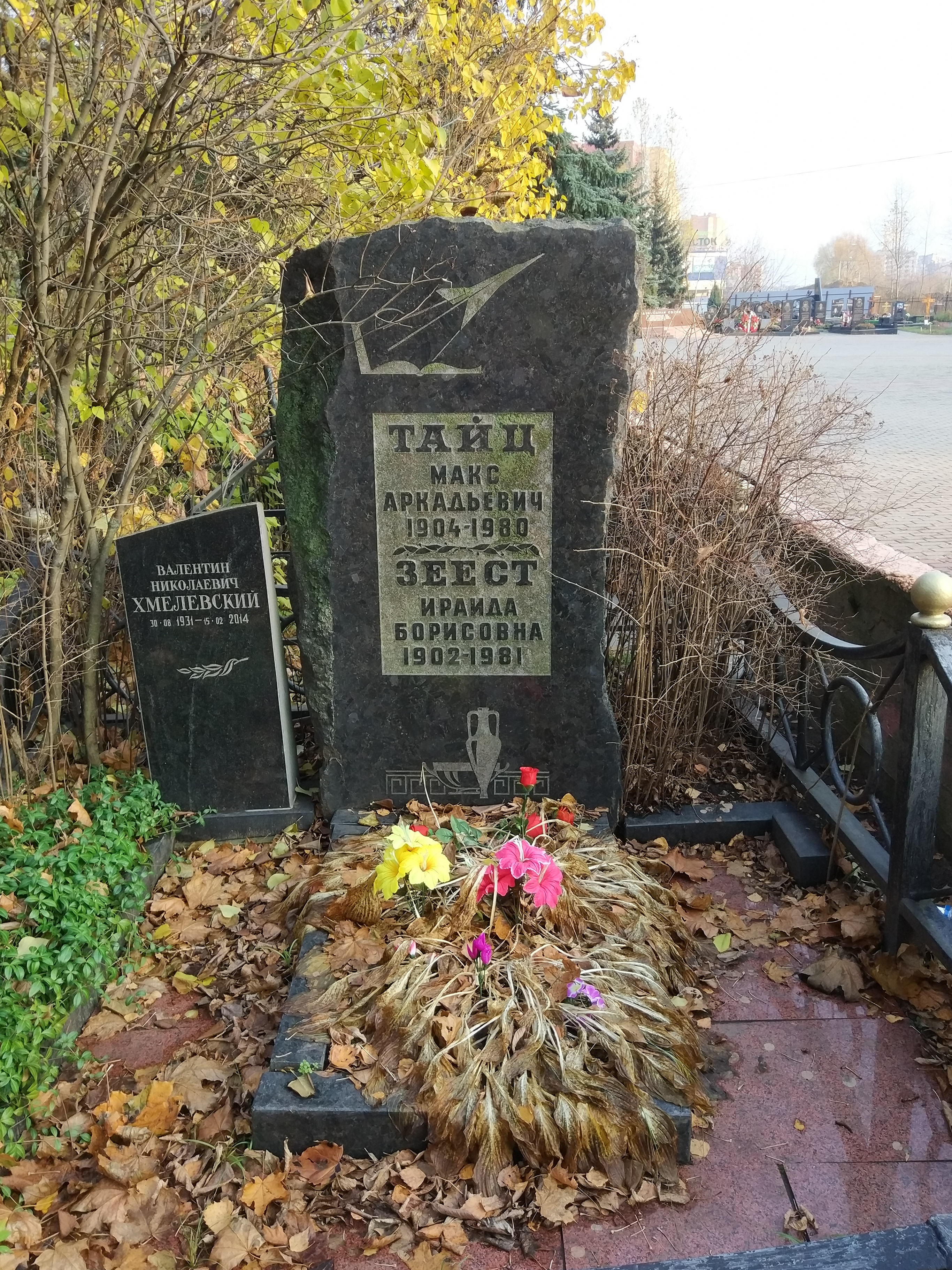
Семейная могила И. Б. Зеест и её мужа М. А. Тайца

Ираида Борисовна Зеест умерла 30 января 1981 года, похоронена в Жуковском на Быковском кладбище.

### Семья
В 1925 году вышла замуж за студента МВТУ, а в будущем известного учёного-аэродинамика, Макса Тайца, с которым прожила всю жизнь. В их семье родились две дочери: Хмелевская (Тайц), Ирина Максовна (1932 года рождения) и Флорковская (Тайц), Елена Максовна (1940 года рождения).

## Награды
- Медаль «За трудовую доблесть»[1]